# Kościół św. Ducha we Wrocławiu (Brochów)
Kościół św. Ducha – dawny kościół ewangelicki znajdujący się na Brochowie, przy ulicy Biegłej we Wrocławiu.

## Historia
Kościół został zbudowany w latach 1910–1911 według projektu Oskara Hoßfelda dla protestantów. Murowana i otynkowana świątynia była wzniesiona na planie prostokąta z przestrzenią ołtarzową i zakrystią oraz z boczną wieżą. Wnętrze kościoła pokryte było drewnianymi kolebkami. W ołtarzu umieszczony był obraz autorstwa Paula Linkego; nastawa ołtarza była iluzjonistycznym malowidłem ściennym. Kościół został zniszczony w 1945 roku; po wojnie został rozebrany, zachował się jedynie fragment domu parafialnego.